# Campeonato Europeu de Hóquei em Patins Masculino de 1981
O Campeonato Europeu de 1981 foi a 35.ª edição do Campeonato Europeu de Hóquei em Patins.

## Participantes
| País               | Participação | Melhor Resultado                                                                                    |
| Espanha            | 23.ª         | Campeão (1951, 1954, 1955, 1957, 1969 e 1979)                                                       |
| Portugal           | 30.ª         | Campeão (1947, 1948, 1949, 1950, 1952, 1956, 1959, 1961, 1963, 1965, 1967, 1971, 1973, 1975 e 1977) |
| Itália             | 33.ª         | Campeão (1953)                                                                                      |
| Holanda            | 21.ª         | 3.º Lugar (1963, 1967 e 1969)                                                                       |
| Suíça              | 35.ª         | 2.º Lugar (1937)                                                                                    |
| Alemanha Ocidental | 31.ª         | 2.º Lugar (1932 e 1934)                                                                             |
| França             | 34.ª         | 2.º Lugar (1926, 1927, 1928, 1930 e 1931)                                                           |
| Bélgica            | 33.ª         | 2.º Lugar (1947)                                                                                    |
| Inglaterra         | 35.ª         | Campeão (1926, 1927, 1928, 1929, 1930, 1931, 1932, 1934, 1936, 1937, 1938 e 1939)                   |
| ------------------ | ------------ | --------------------------------------------------------------------------------------------------- |

## Resultados
|                    | Espanha | Portugal | Países Baixos | Itália | Alemanha | França | Bélgica | Inglaterra | Suíça |
| ------------------ | ------- | -------- | ------------- | ------ | -------- | ------ | ------- | ---------- | ----- |
| Espanha            |         | 2-1      | 5-0           | 6-3    | 3-1      | 10-0   | 5-0     | 10-1       | 5-2   |
| Portugal           |         |          | 3-1           | 4-5    | 6-0      | 11-0   | 5-0     | 8-0        | 3-0   |
| Holanda            |         |          |               | 6-2    | 3-3      | 8-0    | 2-1     | 4-1        | 3-2   |
| Itália             |         |          |               |        | 3-3      | 8-2    | 5-1     | 6-1        | 3-1   |
| Alemanha Ocidental |         |          |               |        |          | 5-4    | 4-5     | 2-3        | 7-3   |
| França             |         |          |               |        |          |        | 10-3    | 3-0        | 5-2   |
| Bélgica            |         |          |               |        |          |        |         | 3-3        | 4-2   |
| Inglaterra         |         |          |               |        |          |        |         |            | 4-0   |
| Suíça              |         |          |               |        |          |        |         |            |       |

## Classificação final
| Lugar | Seleção            | J | V | E | D | P  | GM | GS | Dif. |
| ----- | ------------------ | - | - | - | - | -- | -- | -- | ---- |
|       | Espanha            | 8 | 8 | 0 | 0 | 16 | 46 | 8  | +38  |
|       | Portugal           | 8 | 6 | 0 | 2 | 12 | 41 | 8  | +33  |
|       | Holanda            | 8 | 5 | 1 | 2 | 11 | 27 | 17 | +10  |
| 4     | Itália             | 8 | 5 | 1 | 2 | 11 | 35 | 24 | +11  |
| 5     | Alemanha Ocidental | 8 | 2 | 2 | 4 | 6  | 25 | 30 | -5   |
| 6     | França             | 8 | 3 | 0 | 5 | 6  | 24 | 47 | -23  |
| 7     | Bélgica            | 8 | 2 | 1 | 5 | 5  | 17 | 36 | -19  |
| 8     | Inglaterra         | 8 | 2 | 1 | 5 | 5  | 13 | 36 | -23  |
| 9     | Suíça              | 8 | 0 | 0 | 8 | 0  | 12 | 34 | -22  |

| Campeões Europeus 1979 |
| ---------------------- |
| Espanha                |
| ESPANHA 7.º Título     |